# Pfarrkirche Polling im Innkreis

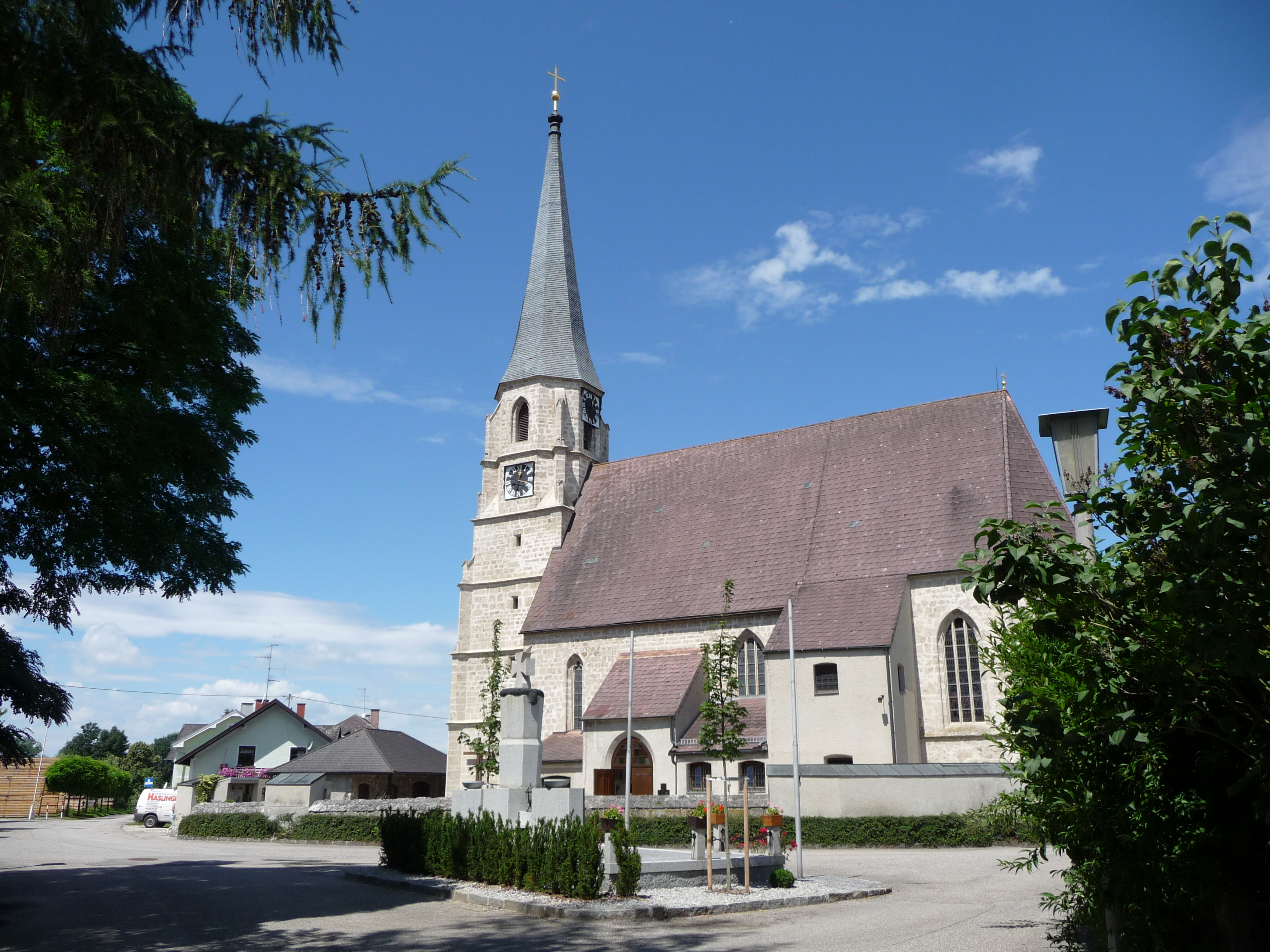
Kath. Pfarrkirche hl. Andreas in Polling im Innkreis

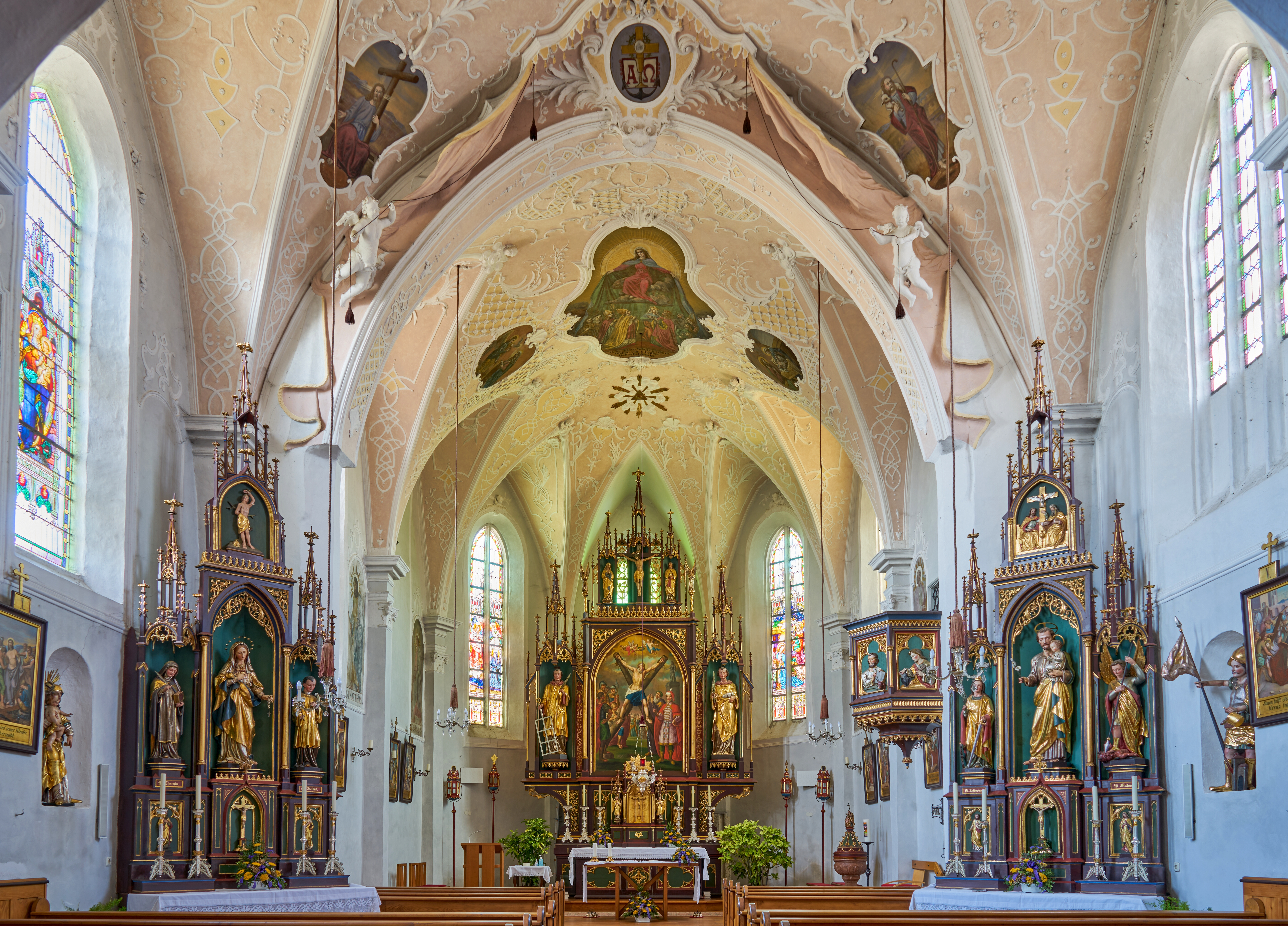
Innenansicht zum Chor

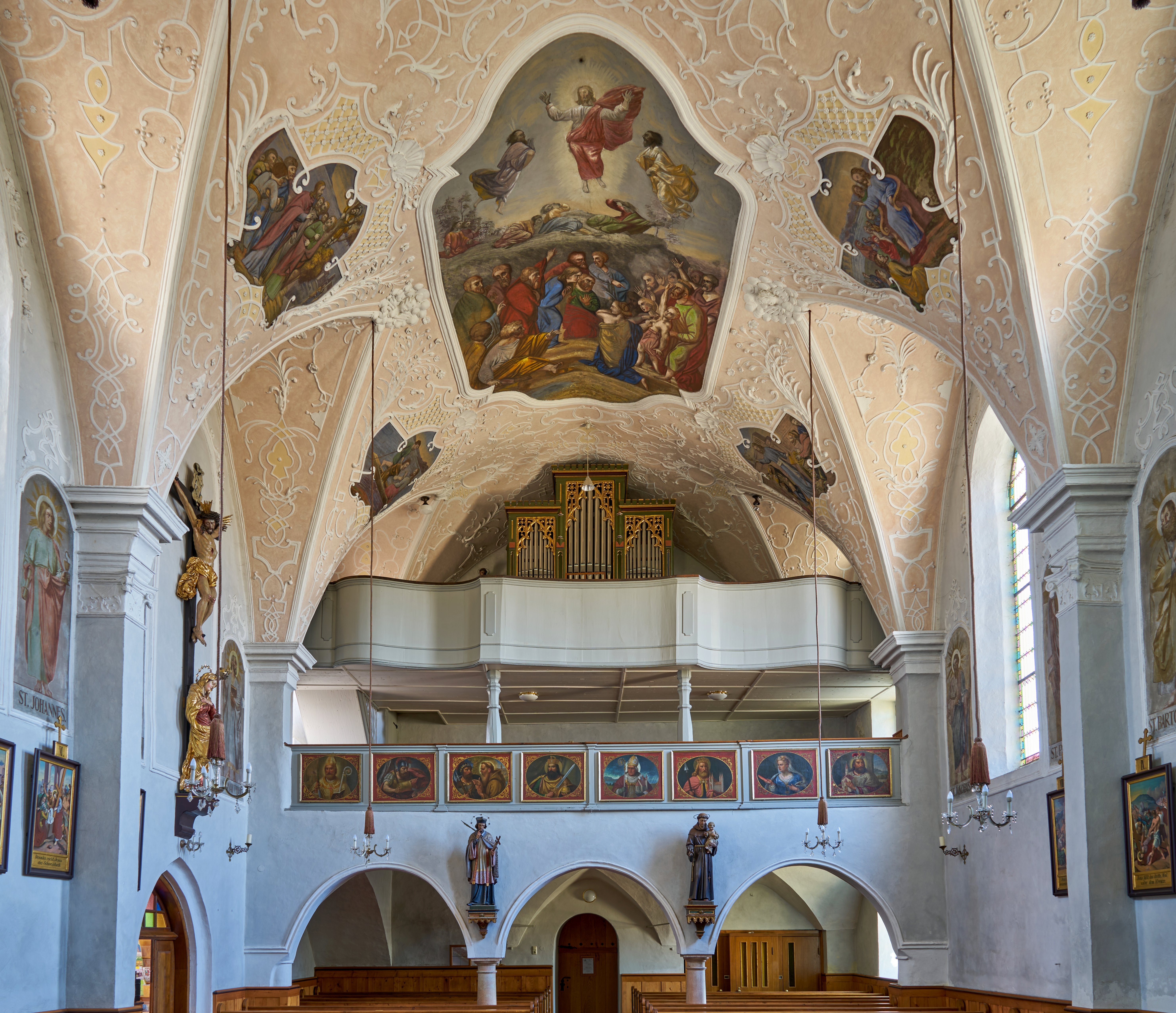
Innenansicht zur Empore

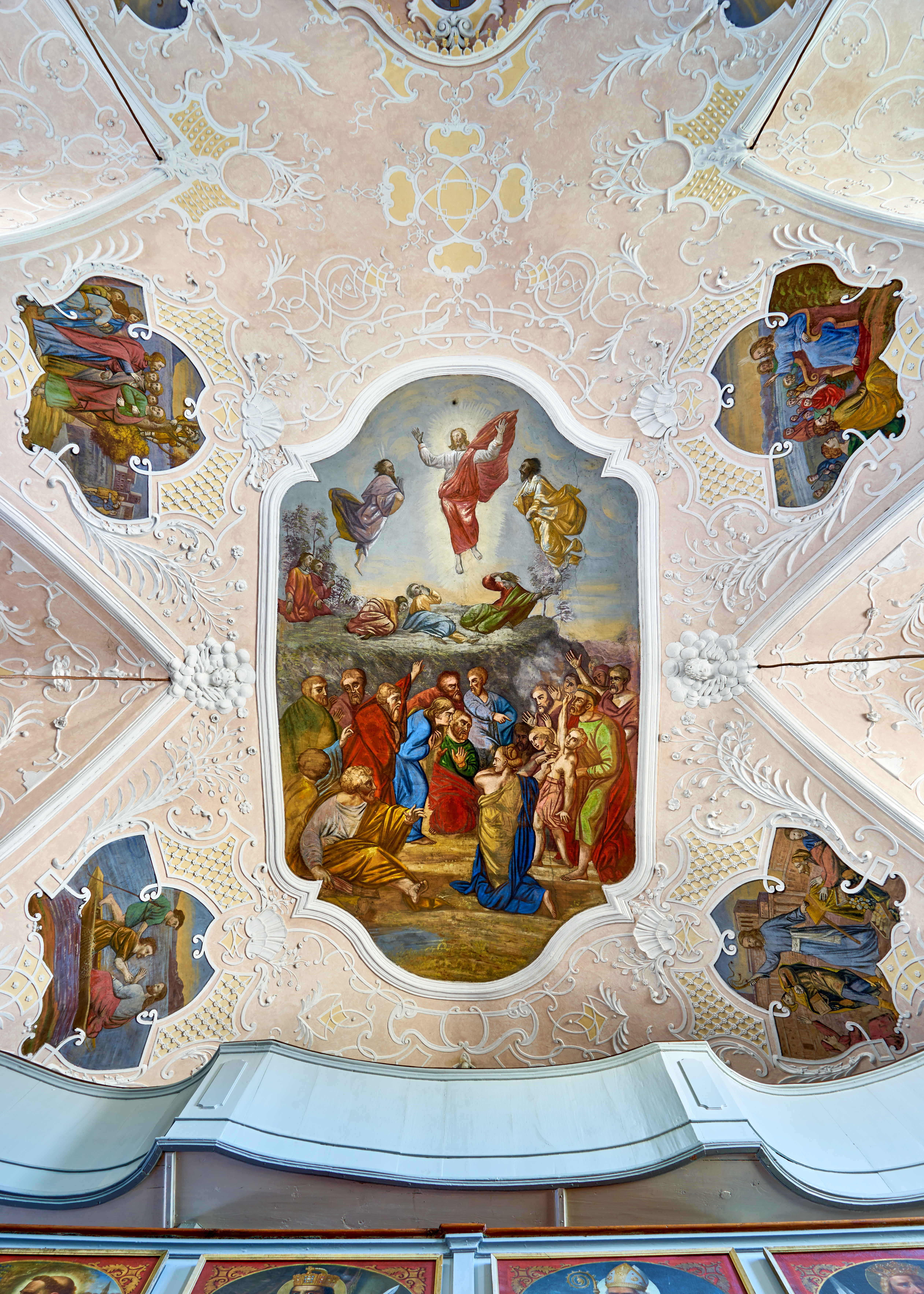
Deckengemälde im Langhaus

Die Pfarrkirche Polling im Innkreis steht in der Gemeinde Polling im Innkreis in Oberösterreich. Die römisch-katholische Pfarrkirche hl. Andreas gehört zum Dekanat Altheim-Aspach in der Diözese Linz. Die Kirche und der Friedhof stehen unter Denkmalschutz.

## Geschichte
Der Ort wurde 903 erstmals urkundlich erwähnt, die Kirche erstmals im 13. Jahrhundert. Sie war bis 1784 sowie von 1790 bis 1805 Expositur von St. Laurentius in Altheim.

## Architektur
Der gotische Quaderbau ist aus Tuffstein. An das einschiffige dreijochige Langhaus schließt ein leicht eingezogener zweijochiger Chor mit einem Dreiachtelschluss an. Im Langhaus und Chor wurden die Rippen der gotischen Gewölbe entfernt und erhielten barocken Stuck als Band- und Gitterwerk von Johann Michael Vierthaler aus der Zeit 1734–1737. Die Fresken malte 1834 der Maler Martin Kessler aus Aurolzmünster; diese wurden 1864 von Kajetan Müller übermalt sowie 1926 und 1966 von Engelbert Daringer restauriert. Das Kircheninnere wird im Langhaus mit Wandpfeilern und ionischen Pilastern gegliedert. Die dreiachsige Westempore ist mit einer Stichkappentonne unterwölbt. Der geschossweise abgetreppte gotische Westturm mit einer achtseitigen Glockenstube trägt einen Spitzhelm. Das gotische spitzbogige Südportal hat eine Vorhalle mit einem Netzrippengewölbe. Außen am Chor ist ein gotisches Fresko, welches mehrfach (zuletzt 1997) stark restauriert wurde. Daneben befindet sich ein Steinrelief Christus am Ölberg. Fresko und Steinrelief wurden 1500 von Hans Taller gestiftet. Das Fresko Christophorus außen an der Sakristei ist bereits stark zerstört. Die Sakristei ist über ein spitzbogiges Portal mit eisenbeschlagener Tür vom Chor aus zugänglich.
Die gleichfalls denkmalgeschützte Friedhofsmauer ist aus Tuffstein.

## Ausstattung
Die Einrichtung ist neugotisch. Der Hochaltar von 1883 trägt ein Bild des Heiligen Andreas in der Art des Tobias Schinagl (um 1670), das beim Einbau in den Altar spitzbogig beschnitten und stark überarbeitet wurde. Die Seitenfiguren stellen die Heiligen Laurentius und Stephanus dar.
Zwei im Aufbau identische Seitenaltäre von 1884 sind in den Ecken zwischen Langhaus und Chorbogenwand schräg gestellt. Sie zeigen links das Herz Mariä, rechts den Heiligen Josef; als Schreinwächter sind links die Heilige Theresa von Avila und  der Heilige Aloisius, rechts die Heiligen Katharina und Michael aufgestellt, in den Auszugsreliefs links der Heilige Sebastian und rechts die Heilige Dreifaltigkeit. Als Predellenfiguren sind links die Heiligen Joachim und Anna sowie rechts das Kruzifix zu sehen.
Die neugotische Kanzel am südlichen Chorbogenpfeiler wurde 1885 von J. Kienberger errichtet und zeigt am polygonalen Korb Reliefs mit dem segnenden Christus und den vier Evangelisten.
Ein Kruzifix mit Mater dolorosa in der Art des Johann Franz Schwanthaler wurde um 1730 geschaffen und 1997 restauriert. Die Orgel mit einem Manual und zehn Registern wurde 1877 von Franz Sales Ehrlich aus Braunau am Inn erbaut.